# 1re étape du Tour de France 2008
Pour un article plus général, voir Tour de France 2008.
La 1re étape du Tour de France 2008 s'est déroulée le 5 juillet. Le parcours de 197,5 kilomètres reliait Brest à Plumelec.

## Profil de l'étape
Pour la première fois depuis 1966, le Tour de France ne débute pas par un prologue ou un court contre-la-montre individuel, mais par une étape de 197,5 kilomètres entre Brest (Finistère) et Plumelec (Morbihan).
Quatre côtes de quatrième catégorie jalonnent le parcours. Les deux premières, les côtes de Ty-Jopic (30e km, à Pont-de-Buis-lès-Quimerc'h) et de Kerivarc'h (49e km, à Brasparts), se situent au sud des monts d'Arrée. Le col de Toullaëron, dans les montagnes Noires, marque le passage entre les départements du Finistère et du Morbihan au 86e kilomètre et constitue le point culminant de l'étape (266 m). Enfin, la côte de Guenervé se situe au 147e kilomètre.
L'étape comprend également trois sprints intermédiaires, à Plonévez-du-Faou, Gourin et Remungol.
L'arrivée à Plumelec se trouve au sommet de la côte de Cadoudal, surnommée « l'Alpe-d'Huez bretonne». Cette côte, qui est le cadre de l'arrivée du Grand Prix de Plumelec-Morbihan, présente une pente ascendante de 6,2 % sur les 1700 derniers mètres,.

## La course
Line Renaud donne le départ de cette étape et du Tour 2008 à Brest, 50 ans après avoir lancé le Tour de France 1958 à Bruxelles,.
Une échappée de huit coureurs (Lilian Jégou, Geoffroy Lequatre, Thomas Voeckler, Stéphane Augé, José Luis Arrieta, Rubén Pérez, David de la Fuente et Björn Schröder) se détache dès les premiers kilomètres. L'écart grandit rapidement, il atteint 6 minutes après 25 kilomètres et monte à 8 minutes et quinze secondes au sommet de la côte de Ty-Jopic (30e km). Au premier sprint intermédiaire (km 62), l'écart est descendu à 5 minutes et 35 secondes sous l'impulsion des Crédit agricole, rejoints ensuite par des équipiesrs des Liquigas, Rabobank et Caisse d'Épargne.
Les premières côtes voient Voeckler et Schröder se disputer les points du maillot à pois. À égalité après avoir pris les deux premières places des côtes de Ty-Jopic et Kerivarc’h, ils prennent ensuite les deuxièmes et troisième places du col de Toullaëron et côte de Guenervé remportés par Lilian Jégou et David de la Fuente.
Peu après le sprint de Remungol, à 36 kilomètres de l'arrivée, alors que l'écart est inférieur à deux minutes, Stéphane Augé lance la première attaque dans le groupe de tête. Il est repris, avant que De La Fuente n'attaque à son tour. Il distance les autres, seul Jegou parvient à le rejoindre. Tandis que leurs poursuivants sont repris par le peloton à 26 kilomètres de Plumelec, les deux hommes de tête conservent 30 secondes d'avance à 15 kilomètres. Ils sont rattrapés par le peloton à 7 kilomètres de la ligne.
Romain Feillu (Agritubel) est le premier attaquant dans la côte finale de Cadoudal, contré par Stefan Schumacher (Gerolsteiner). Tous deux sont repris et Kim Kirchen (Columbia) accélère à son tour mais ne peut résister à l'accélération d'Alejandro Valverde (Caisse d'Épargne) à 250 mètres de la ligne. Il s'impose avec quelques longueurs d'avance sur Philippe Gilbert (La Française des jeux) et Jérôme Pineau (Bouygues Telecom).
Plusieurs chutes sont intervenues durant l'étape. L'une d'entre elles a causé la fracture du poignet gauche d'Hervé Duclos-Lassalle (Cofidis), contraint à l'abandon. Le meilleur grimpeur du Tour 2007 Mauricio Soler est également tombé à neuf kilomètres de l'arrivée. Il gagne l'arrivée avec plus de trois minutes de retard, souffrant du poignet droit comme sur le dernier Tour d'Italie.
Le coureur espagnol Manuel Beltrán fait l'objet d'un contrôle antidopage positif à l'EPO à l'issue de cette étape. Ce résultat annoncé le 11 juillet 2008 entraîne l'exclusion de Beltran par son équipe.

## Sprints intermédiaires
| Premier   | Geoffroy Lequatre | 6 pts. |
| Deuxième  | Lilian Jégou      | 4 pts. |
| Troisième | Rubén Pérez       | 2 pts. |

| Premier   | Geoffroy Lequatre | 6 pts. |
| Deuxième  | Stéphane Augé     | 4 pts. |
| Troisième | Lilian Jégou      | 2 pts. |

| - 3. Sprint intermédiaire de Remungol (kilomètre 157) \| Premier \| Geoffroy Lequatre \| 6 pts. \| \| Deuxième \| Rubén Pérez \| 4 pts. \| \| Troisième \| Lilian Jégou \| 2 pts. \| |                   |        |
| Premier | Geoffroy Lequatre | 6 pts. |
| Deuxième | Rubén Pérez       | 4 pts. |
| Troisième | Lilian Jégou      | 2 pts. |

## Côtes
| Premier   | Björn Schröder     | 3 pts. |
| Deuxième  | Thomas Voeckler    | 2 pts. |
| Troisième | David de la Fuente | 1 pts. |

| Premier   | Thomas Voeckler   | 3 pts. |
| Deuxième  | Björn Schröder    | 2 pts. |
| Troisième | Geoffroy Lequatre | 1 pts. |

| Premier   | Lilian Jégou    | 3 pts. |
| Deuxième  | Thomas Voeckler | 2 pts. |
| Troisième | Björn Schröder  | 1 pts. |

| Premier   | David de la Fuente | 3 pts. |
| Deuxième  | Björn Schröder     | 2 pts. |
| Troisième | Thomas Voeckler    | 1 pts. |

## Classement de l'étape
| Classement de la 1re étape | Classement de la 1re étape | Classement de la 1re étape | Classement de la 1re étape | Classement de la 1re étape |
|                            | Coureur                    | Pays                       | Équipe                     | Temps                      |
| -------------------------- | -------------------------- | -------------------------- | -------------------------- | -------------------------- |
| 1er                        | Alejandro Valverde         | ESP                        | Caisse d'Épargne           | en 4 h 36 min 07 s         |
| 2e                         | Philippe Gilbert           | BEL                        | Française des jeux         | + 01 s                     |
| 3e                         | Jérôme Pineau              | FRA                        | Bouygues Telecom           | + 01 s                     |
| 4e                         | Kim Kirchen                | LUX                        | Columbia                   | + 01 s                     |
| 5e                         | Riccardo Riccò             | ITA                        | Saunier Duval-Scott        | + 01 s                     |
| 6e                         | Cadel Evans                | AUS                        | Silence-Lotto              | + 01 s                     |
| 7e                         | Fränk Schleck              | LUX                        | CSC Saxo Bank              | + 01 s                     |
| 8e                         | Filippo Pozzato            | ITA                        | Liquigas                   | + 01 s                     |
| 9e                         | Óscar Freire               | ESP                        | Rabobank                   | + 01 s                     |
| 10e                        | Óscar Pereiro              | ESP                        | Caisse d'Épargne           | + 01 s                     |
| modifier                   |                            |                            |                            |                            |

## Classement général
| Classement général | Classement général | Classement général | Classement général  | Classement général |
|                    | Coureur            | Pays               | Équipe              | Temps              |
| ------------------ | ------------------ | ------------------ | ------------------- | ------------------ |
| 1er                | Alejandro Valverde | ESP                | Caisse d'Épargne    | en 4 h 36 min 07 s |
| 2e                 | Philippe Gilbert   | BEL                | Française des jeux  | + 01 s             |
| 3e                 | Jérôme Pineau      | FRA                | Bouygues Telecom    | + 01 s             |
| 4e                 | Kim Kirchen        | LUX                | Columbia            | + 01 s             |
| 5e                 | Riccardo Riccò     | ITA                | Saunier Duval-Scott | + 01 s             |
| 6e                 | Cadel Evans        | AUS                | Silence-Lotto       | + 01 s             |
| 7e                 | Fränk Schleck      | LUX                | CSC Saxo Bank       | + 01 s             |
| 8e                 | Filippo Pozzato    | ITA                | Liquigas            | + 01 s             |
| 9e                 | Óscar Freire       | ESP                | Rabobank            | + 01 s             |
| 10e                | Óscar Pereiro      | ESP                | Caisse d'Épargne    | + 01 s             |
| modifier           |                    |                    |                     |                    |

## Classements annexes

### Classement par points
| Classement par points | Classement par points | Classement par points | Classement par points | Classement par points |
| --------------------- | --------------------- | --------------------- | --------------------- | --------------------- |
|                       | Coureur               | Pays                  | Équipe                | Point(s)              |
| 1er                   | Alejandro Valverde    | ESP                   | Caisse d'Épargne      | 35 points             |
| 2e                    | Philippe Gilbert      | BEL                   | Française des jeux    | 30 pts                |
| 3e                    | Jérôme Pineau         | FRA                   | Bouygues Telecom      | 26 pts                |
| modifier              |                       |                       |                       |                       |

### Classement de la montagne
| Classement du meilleur grimpeur | Classement du meilleur grimpeur | Classement du meilleur grimpeur | Classement du meilleur grimpeur | Classement du meilleur grimpeur |
| ------------------------------- | ------------------------------- | ------------------------------- | ------------------------------- | ------------------------------- |
|                                 | Coureur                         | Pays                            | Équipe                          | Point(s)                        |
| 1er                             | Thomas Voeckler                 | FRA                             | Bouygues Telecom                | 8 points                        |
| 2e                              | Björn Schröder                  | GER                             | Milram                          | 8 pts                           |
| 3e                              | David de la Fuente              | ESP                             | Saunier Duval-Scott             | 4 pts                           |
| modifier                        |                                 |                                 |                                 |                                 |

Thomas Voeckler et Björn Schröder sont départagés selon leur classement à l'arrivée de l'étape.

### Classement du meilleur jeune
| Classement général du meilleur jeune | Classement général du meilleur jeune | Classement général du meilleur jeune | Classement général du meilleur jeune | Classement général du meilleur jeune |
|                                      | Coureur                              | Pays                                 | Équipe                               | Temps                                |
| ------------------------------------ | ------------------------------------ | ------------------------------------ | ------------------------------------ | ------------------------------------ |
| 1er                                  | Riccardo Riccò                       | ITA                                  | Saunier Duval-Scott                  | en 4 h 36 min 08 s                   |
| 2e                                   | Andy Schleck                         | LUX                                  | CSC Saxo Bank                        | + 06 s                               |
| 3e                                   | Yury Trofimov                        | RUS                                  | Bouygues Telecom                     | + 06 s                               |
| modifier                             |                                      |                                      |                                      |                                      |

### Classement par équipes
| Classement par équipes | Classement par équipes | Classement par équipes | Classement par équipes |
|                        | Équipe                 | Pays                   | Temps                  |
| ---------------------- | ---------------------- | ---------------------- | ---------------------- |
| 1re                    | Caisse d'Épargne       | Espagne                | en 13 h 00 min 48 s    |
| 2e                     | CSC Saxo Bank          | Danemark               | m.t.                   |
| 3e                     | Columbia               | États-Unis             | m.t.                   |
| modifier               |                        |                        |                        |

### Combativité
Lilian Jégou (La Française des jeux)

## Abandon
Hervé Duclos-Lassalle (Cofidis) : sur chute, fracture du poignet.